# Campo Alto (Tabasco)
Campo Alto es una localidad del municipio de Balancán ubicado en la subregión de los Ríos del estado mexicano de Tabasco.

## Geografía
La localidad se ubica a 7.5 kilómetros (en dirección sur) de la localidad de Balancán de Domínguez, la cabecera y lugar más poblado del municipio. Se sitúa en las coordenadas geográficas 17°52′22″N 91°31′38″O / 17.872778, -91.527222, a una elevación de 29 metros sobre el nivel del mar.

## Demografía
Según el Conteo de Población y Vivienda 2020, efectuado por el Instituto Nacional de Estadística y Geografía, la localidad de Campo Alto tiene 96 habitantes, de los cuales 50 son del sexo masculino y 46 del sexo femenino. Su tasa de fecundidad es de 2.56 hijos por mujer y tiene 21 viviendas particulares habitadas.
| Gráfica de evolución demográfica de Campo Alto entre 1990 y 2020 |
|                                                                  |
| INEGI.                                                           |